# Эдегор, Александер
Алекса́ндер Э́дегор (норв. Alexander Ødegaard; род. 13 сентября 1980, Фёрде, Согн-ог-Фьюране) — норвежский футболист, защитник клуба «Хёугесунн» и сборной Норвегии.

## Клубная карьера

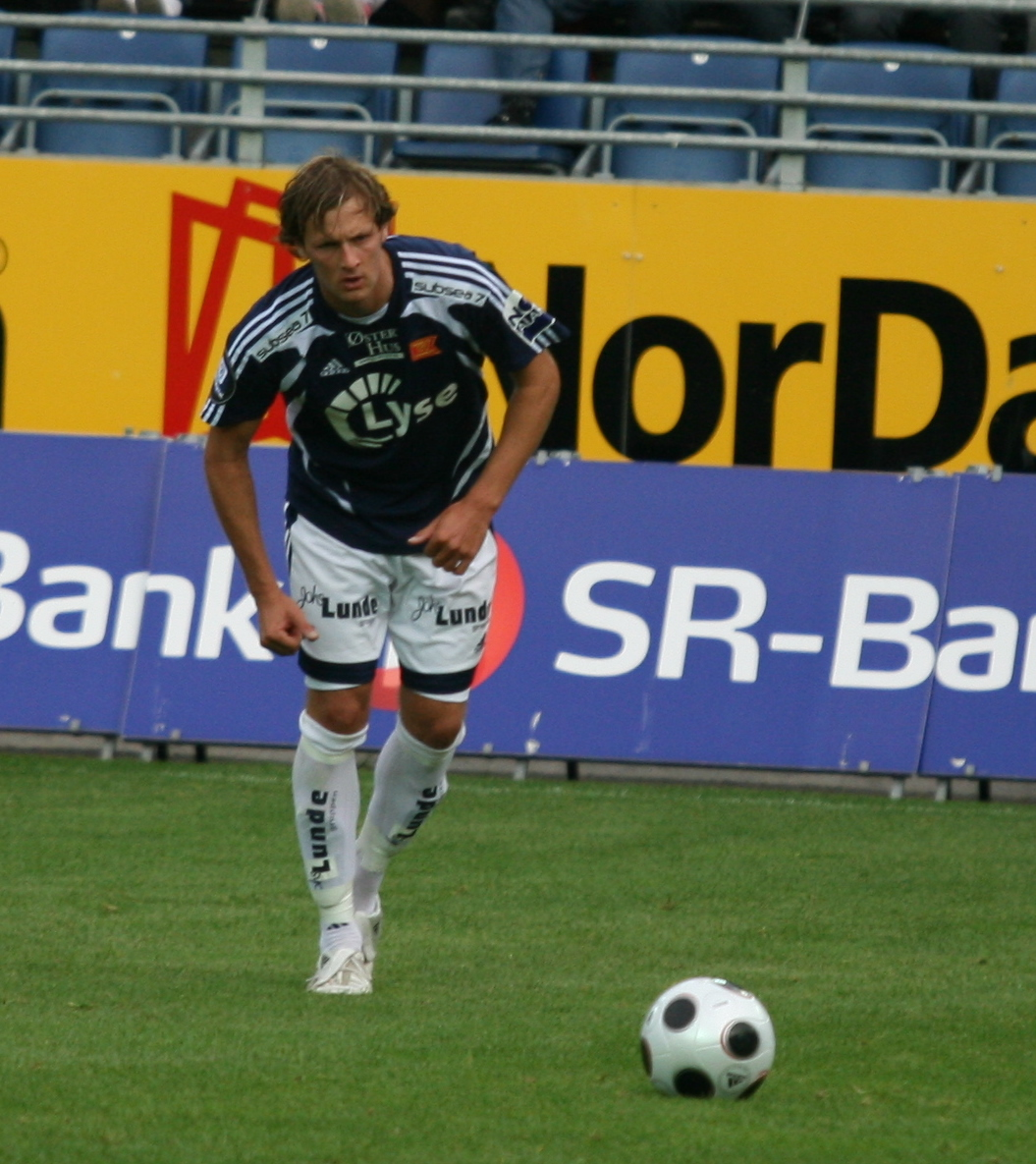
Эдегор в составе «Викинга»

Эдегор — воспитанник клуба «Фёрде». В 1999 году игрок подписал контракт с «Согндалом». В том же году он дебютировал за основной состав в Первой лиге Норвегии. В сезоне 2000 Александер помог команде выйти в элиту. 16 апреля 2001 года в матче против «Одда» он дебютировал в Типпелиге. В 2005 году Эдегор перешёл в «Русенборг». 17 апреля в матче против «Будё-Глимт» он дебютировал за новую команду. 1 мая в поединке против «Лиллестрёма» Александер забил свой первый гол за «Русенборг».
В 2006 году Эдегор подписал контракт на 3 года с клубом «Викинг». 9 апреля в матче против «Хам-Кам» он дебютировал за новую команду. 29 апреля в поединке против «Старта» Александер забил свой первый гол за «Викинг».
В начале 2011 года Эдегор перешёл во французский «Мец». 2 января в поединке Кубка Франции против «Лорьяна» Александер дебютировал за основной состав. 5 февраля в матче против «Ванна» он дебютировал в Лиге 2. 27 мая в поединке против «Эвиана» Александер забил свой первый гол за «Мец». Летом 2012 года Эдегор вернулся в Норвегию заключив контракт со своим родным клубом «Фёрде». В 2015 году игрок завершил карьеру.

## Международная карьера
18 февраля 2004 года в товарищеском матче против сборной Северной Ирландии Эдегор дебютировал за сборную Норвегии. 13 октября в отборочном поединке чемпионата мира 2006 против сборной Словении Александер забил свой первый гол за национальную команду.

### Голы за сборную Эквадора
| #   | Дата            | Место                   | Противник | Счёт | Результат | Соревнование                     |
| --- | --------------- | ----------------------- | --------- | ---- | --------- | -------------------------------- |
| 01. | 13 октября 2004 | Уллевол, Осло, Норвегия | Словения  | 3:0  | 3:0       | Чемпионат мира 2006 квалификация |